# Espaço de cores

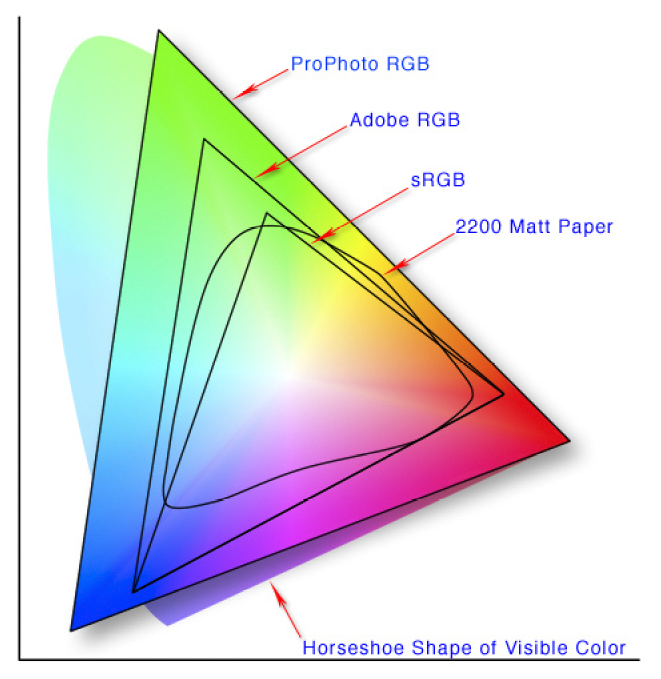
Uma comparação das cromaticidades incorporados por alguns espaços de cores.

O espaço de cores é a organização específica de cores, um conjunto específico de cores que tem função de mapeamento (por exemplo sRGB e AdobeRGB). Em combinação com o perfil de funcionamento de um dispositivo físico, permite representações reprodutíveis de cor na forma analógica e digital. O diagrama de cromaticidade CIE 1931 representa como a visão humana percebe a cor.
Um espaço de cores pode ser arbitrário, com cores específicas atribuídas a um conjunto de amostras de cores físicas nomeadas ou numeradas, tal como com o sistema Pantone, ou matematicamente estruturado, como o Adobe RGB ou SRGB. Um modelo de cores é um modelo matemático abstrato que descreve a forma como as cores podem ser representadas como tuplas de números (por exemplo, triplica em RGB ou quadruplica em CMYK); no entanto, um modelo de cor sem função de mapeamento para associá-lo a um espaço de cores absoluto é um sistema de cores meio arbitrário, sem ligação a qualquer sistema globalmente entendido de interpretação de cor. Ao se adicionar uma função de mapeamento entre um modelo de cor específico e um espaço de cores de referência, se estabelece dentro do espaço de cores de referência uma "pegada" definida, conhecida como gama de cores, e para um dado modelo de cor esta define um espaço de cor. Por exemplo,o Adobe RGB e sRGB são dois espaços de cor absolutos diferentes, ambos com base no modelo de coresRGB. Quando se define um espaço de cor, o padrão de referência mais usual é o espaço de cores CIELAB ou CIEXYZ, que foram projetados especificamente para abranger todas as cores um ser humano, em média, pode ver.
Uma vez que o termo "espaço de cores" é um termo mais específico, que identifica uma combinação particular de modelo de cor e que possui uma função de mapeamento, ele tende a ser usado informalmente para identificar um modelo de cor, uma vez que a identificação de um espaço de cores identifica automaticamente o modelo de cores associado, porém este uso é um erro grosseiro. Por exemplo, apesar de que vários espaços de cores específicos são baseados no modelo de cor RGB, não há tal coisa como o espaço de cores RGB singular.

## Exemplos

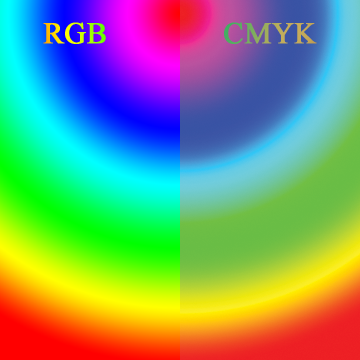
Comparação entre os espaços de cores CMYK e RGB: a diferença entre a aparência das cores em um monitor de computador (RGB) e como eles serão reproduzidas na impressão CMYK.

As cores podem ser criadas na impressão com espaços de cor com base no modelo de cores CMYK, usando as cores primárias subtrativas de pigmento (ciano (C), magenta (M), amarelo (Y) e preto (K)). Para criar uma representação tridimensional de um determinado espaço de cor, pode se atribuir a quantidade de cor de magenta para o eixo X da representação, a quantidade de ciano ao seu eixo Y, e a quantidade de amarelo ao seu eixo Z. O espaço 3-D resultante proporciona uma posição única para todas as cores possíveis que podem ser criados através da combinação de três desses pigmentos.  
As cores podem ser criadas em monitores de computador com espaços de cor com base no modelo de cor RGB, usando as cores primárias aditivas (vermelho, verde e azul). Uma representação tridimensional seria atribuída a cada uma das três cores para os eixos X, Y, e Z. Note que as cores geradas no dado monitor será limitada pelo meio de reprodução, tais como o fósforo (em um monitor CRT) ou filtros ou luz de fundo (monitor LCD).
 Outra maneira de criar cores em um monitor é com o espaço de cores HSL ou HSV, com base no tom (H), na saturação (S) e valor (V) ou luminosidade (L) . Com um tal espaço, as variáveis são atribuídos a coordenadas cilíndricas . 
Muitos espaços de cor podem ser representados como valores tridimensionais desta forma, mas alguns com mais, ou menos dimensões, e alguns, tais como o Pantone, não podem ser representados nesta maneira.

## Conversão
A conversão de espaços de cores é a tradução da representação de uma cor de uma base para a outra. Isto normalmente ocorre no contexto de conversão de uma imagem que está representada em um espaço de cores para outro espaço de cores, sendo o objetivo fazer a imagem traduzida parecer o mais próximo possível da imagem original.  

## Densidade RGB
O modelo de cor RGB é implementado de diferentes formas, dependendo da capacidade do sistema utilizado. O sistema mais utilizado como marco de 2006 é a implementação de 24 bits, com 8 bits, ou 256 leveis discretos de cor por canal. Qualquer espaço de cores baseados no modelo RGB de 24 bits é assim limitado ao intervalo de 256x256x256 ≈ 16,7 milhões de cores. Algumas implementações usam 16 bits por componente totalizando 48 bits, resultando na mesma gama de cores com um número maior de cores distintas. Isto é especialmente importante quando se trabalha com espaços de cores vasta gama de cores (onde a maior parte das cores mais comuns estão localizados relativamente próximas), ou quando um grande número de algoritmos de filtragem digital são utilizados consecutivamente. O mesmo princípio aplica-se para qualquer espaço de cores com base no mesmo modelo de cor, mas implementado em diferentes profundidades de bits.

## Lista de Espaços de Cores
CIE 1931 XYZ espaço de cores foi uma das primeiras tentativas de produzir um espaço de cores baseado em medidas de percepção de cor humana (esforços anteriores foram por James Clerk Maxwell, König & Dieterici, e Abney noImperial College) e é a base para quase todos outros espaços de cor. O espaço de cores CIERGB é um companheiro linearmente relacionada do CIE XYZ. Derivados adicionais do CIE XYZ incluem o CIELUV, CIEUVW, e CIELAB.

### Genérico

Mistura aditiva de cores: Três lâmpadas sobrepostas em um vácuo, adicionando em conjunto para criar branco.

Mistura subtrativa de cores: Três manchas de tinta sobre papel branco, subtraindo juntos para transformar o papel em preto.

RGB usa mistura aditiva de cores , porque descreve que tipo de luz precisa ser emitido para produzir uma determinada cor. O RGB armazena valores individuais para vermelho, verde e azul. RGBA é uma RGB com um canal adicional, alfa, para indicar transparência.
Espaços de cores comuns com base no modelo RGB incluem sRGB, Adobe RGB, ProPhoto RGB, ScRGB, e CIE RGB.
 O CMYK utiliza uma mistura subtractiva de cores, sendo utilizado no processo de impressão, porque descreve o tipo de tintas devem ser aplicadas de modo que a luz refletida do substrato e das tintas produzam uma determinada cor. Começa-se com um substrato branco (lona, página, etc), e usa tinta para subtrair cor de branco para criar uma imagem. CMYK armazena os valores de tinta para ciano, magenta, amarelo e preto. Há vários espaços de cores CMYK para diferentes conjuntos de tintas, substratos e características de impressão (que alteram o ganho ou a função de transferência para cada tinta e, assim, alterar a aparência).
[YIQ] era usada antigamente em transmissões televisivas NTSC (América do Norte, Japão e outros lugares) por razões históricas. É semelhante ao esquema de YUV utilizado na maioria dos sistemas de captação de vídeo e em PAL (Austrália, Europa, com exceção da França, que utiliza SECAM) de televisão, com exceção do espaço de cores YIQ que é rotacionado 33° em relação ao espaço de cores YUV e trocado a cor eixos. O esquema YDbDr utilizado pela televisão SECAM é rotacionado de uma outra maneira.
 YPbPr (ou YPb/CbPr/Cr) é uma versão reduzida de YUV. É mais frequentemente visto em sua forma digital, YCBCR (ou YCBCR), amplamente usado em vídeo e compressão de imagem, tais como esquemas de MPEG e JPEG (onde Y=luminância/intensidade da luz; CB=Chroma Blue/diferença de cor azul; CR=Chroma Red/diferença de cor vermelha, componentes cromados).
xvYCC é uma nova norma internacional de espaço de cores de vídeo digital publicado pela IEC (IEC 61966-2-4). Ele é baseado nos padrões ITU BT.601 e BT.709, mas se estende a gama de cores além das primárias R / G / B especificados nesses padrões.
O HSV (tom, saturação, valor), também conhecido como HSB (tom, saturação e brilho) é frequentemente utilizado por artistas, porque muitas vezes é mais natural pensar em uma cor em termos de tom e saturação do que em termos de cores com componentes aditivas ou subtrativas. O HSV é uma transformação de um espaço de cores RGB, assim suas componentes e colorimetria são em relação ao espaço de cores RGB, do qual foi derivado.
 HSL (tom, saturação, luminosidade / luminância), também conhecido como HLS ou HSI (tom, saturação, intensidade) é bastante semelhante ao HSV, com "luminosidade" substituindo "brilho". A diferença é que a luminosidade de uma cor pura é igual à luminosidade do branco, ao passo que o brilho de uma cor pura é igual à luminosidade de um cinza médio.

### Comercial
- Sistema de cores de Munsell
- Pantone Matching System (PMS)
- Sistema de Cor Natural (NCS)

### Aplicações Especiais
- O espaço RG Chromaticity é usado em aplicações de visão computacional. Ele mostra a cor da luz (vermelho, amarelo, verde etc.), mas não a sua intensidade (escuro, brilhante).
- O espaço de cores TSL (Matiz, Saturação e Luminosidade) é utilizado na detecção de rosto.

### Obsoleto
Os primeiros espaços de cores possuíam duas componentes. A maioria deles ignorava a luz azul devido a complexidade adicional de um processo de três componentes o que resultava em apenas um aumento marginal na fidelidade quando comparado com o salto de monocromático para cor de 2 componentes.
- RG para os primeiros filmes em Technicolor

- RGK para os primórdios da impressão colorida.

## Espaço de Cores Absoluto
Na ciência da cor, Colorimetria, existem dois significados para o termo espaço de cores absoluto:
- Um espaço de cores em que a diferença de percepção entre as cores está diretamente relacionada com as distâncias entre as cores representadas por pontos no espaço de cores.[3][4]
- Um espaço de cores em que as cores são inequívocas, isto é, onde as interpretações de cores no espaço são colorimetricamente definidas sem referência à fatores externos.[5][6]

Neste artigo, vamos nos focar na segunda definição.
CIEXYZ e sRGB são exemplos de espaços de cores absolutos, ao contrário do espaço de cores RGB genérico.
Um espaço de cores não-absoluto pode ser transformado em absoluto, definindo sua relação com as quantidades colorimétricas absolutas. Por exemplo, se as cores vermelho, verde e azul de um monitor são medidas com precisão, juntamente com outras propriedades do monitor, em seguida, os valores RGB monitor podem ser considerados como absolutos. O L*a*b* algumas vezes é referenciado como absoluto, mas também precisa da especificação de ponto branco para torná-lo assim.
Uma maneira popular para se tornar o espaço de cores RGB como cor absoluta é definir umperfil ICC, que contém os atributos do RGB. Esta não é a única maneira de expressar uma cor absoluta, mas é o padrão utilizado em muitas indústrias. Perfis amplamente aceitos das cores RGB incluem sRGB e Adobe RGB. O processo de adicionar um perfil ICC para um gráfico ou documento é às vezes chamado de etiquetagem ou incorporação; etiquetagem, portanto, marca o significado absoluto das cores naquele gráfico ou documento.

### Conversão
Uma cor de um espaço de cores absoluto pode ser convertido num outro espaço de cores absoluto, e de vice-versa, de um modo geral; no entanto, alguns espaços de cores pode ter limitações de gama de cores, e a conversão de cores que estão fora da gama de cores do espaço não produzirá resultados corretos. Há também a susceptividade à erros de arredondamento, especialmente se o intervalo popular de apenas 256 valores distintos para cada componente (cor de 8 bits) é usado.
 Uma parte da definição de um espaço de cores absoluto são as condições de visualização. A mesma cor, vista sob diferentes condições de iluminação natural ou artificial, terá uma aparência diferente. Aqueles que estão envolvidos profissionalmente com a correspondência de cores pode usar salas de visualização, iluminadas por uma iluminação padronizada.
Ocasionalmente, há regras precisas para converter entre espaços de cores não-absolutos. Por exemplo, os espaços HSL e HSV são definidos como mapeamentos do RGB. Ambas são não-absoluta, mas a conversão entre eles deve manter a mesma cor. No entanto, em geral, a conversão entre dois espaços de cores não absolutos (por exemplo, RGB em CMYK) ou entre os espaços de cor absolutos e não absolutos (por exemplo, RGB para L*a*b*) é quase um conceito sem sentido.

### Espaços Arbitrários
Um método diferente de definir os espaços de cores absolutos é familiar para muitos consumidores como em cartão de amostra, usadas para selecionar de tinta, tecidos, e semelhantes. Um método mais padronizado de definição de cores absolutas é a Pantone Matching System, um sistema proprietário que inclui cartões de amostras e receitas que impressoras comerciais podem usar para fazer tintas de uma certa cor.